# Lajos Takács (jurist)
Lajos (Ludovic) Takács (n. 25 august 1908, Ocna Sibiului, România – d. 18 decembrie 1982, Cluj-Napoca, România) a fost un jurist și om politic din România, membru al Partidului Comunist Român din 1945. 

## Studiile și familia
În perioada interbelică a absolvit Colegiul Reformat din Aiud, după care a studiat științele juridice la Universitatea Regele Ferdinand I din Cluj, pe care a absolvit-o în 1932.
A fost căsătorit cu sindicalista Margareta Takács, care în 1944 a ajutat și salvat mai mulți evrei.

## Activitatea profesională
A activat ca avocat la Timișoara. După război s-a înscris în PCR și a devenit profesor la Universitatea Bolyai din Cluj (unde a fost rector între 1947-1952) și la Universitatea din București (rector între 1956-1959), specialist în drept internațional. 
Din 1945 a îndeplinit funcția de secretar general al Uniunii Populare Maghiare, ministru subsecretar la Subsecretariatul de Stat al Naționalităților (1947), ministru adjunct la Președinția Consiliului de Miniștri pentru problemele naționalităților conlocuitoare (1948-1952). 
În anul 1952 a fost suspendat din funcțiile politice, iar în anul următor a fost exclus din partid sub pretextul că înainte de 1944 a fost secretarul general al Comunității Maghiare din Banat și ar fi avut legături cu Consulatul Maghiar din Arad, care făcea și spionaj în favoarea Ungariei. În anul 1957 Comisia de Control a PCR a revenit asupra excluderii. Ulterior Lajos Takács a fost membru supleant în CC al PCR (1965-1979) și membru în Consiliul de Stat (1961-1975).

## Decorații
- Ordinul „Steaua Republicii Populare Române” clasa a II-a (1948)
- Ordinul Muncii clasa a III-a (1949)
- Ordinul „23 August” clasa a III-a (12 august 1959) „pentru activitate rodnică în dezvoltarea științei și culturii din Republica Populară Romînă”[2]
- Medalia „40 de ani de la înființarea Partidului Comunist din Romînia” (6 mai 1961) „pentru merite în activitatea de partid și întărirea regimului democrat-popular”[3]
- Ordinul Muncii clasa I (18 august 1964) „pentru merite deosebite în opera de construire a socialismului, cu prilejul celei de a XX-a aniversări a eliberării patriei”[4]
- Ordinul „Tudor Vladimirescu” clasa a V-a (30 aprilie 1966) „cu prilejul celei de-a 45-a aniversări de la înființarea Partidului Partidului Comunist din România, pentru merite deosebite în opera de construire a socialismului”[5]
- Ordinul „Tudor Vladimirescu” clasa a II-a (4 mai 1971) „cu prilejul aniversării a 50 de ani de la constituirea Partidului Comunist Român, [...] pentru merite deosebite în opera de construire a socialismului”[6]
- Ordinul „23 August” clasa I (7 august 1973) „pentru contribuția deosebită adusă la opera de construire a socialismului în patria noastră, cu prilejul împlinirii vîrstei de 65 de ani”[7]
- Ordinul „Meritul Științific” clasa I (1978) „pentru merite deosebite în activitatea științifică și didactică, cu prilejul împlinirii vîrstei de 70 de ani”[8]